# Siri Walt

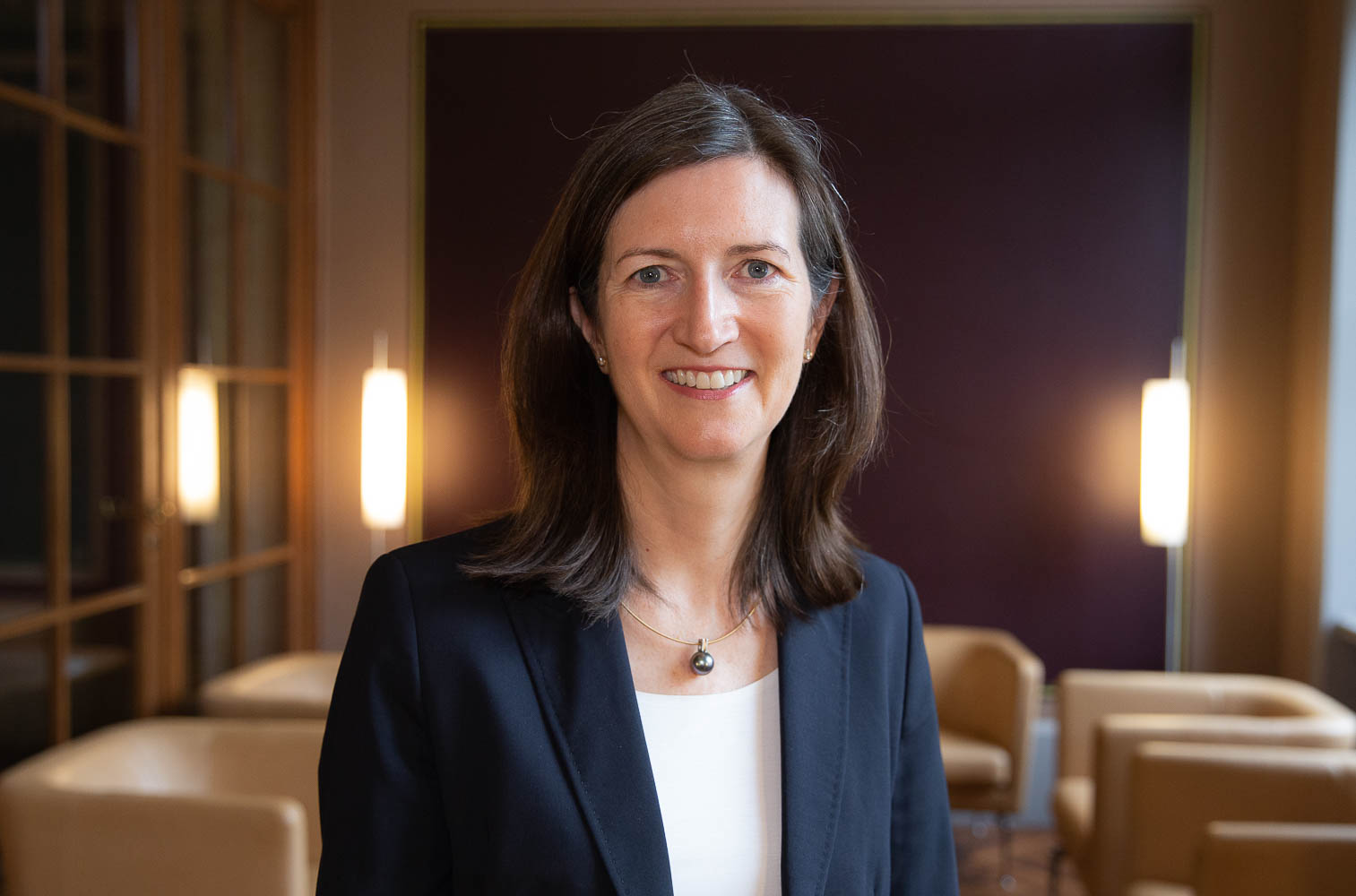
Siri Walt

Siri Walt (* 4. November 1967 in Bergen, heimatberechtigt in Eichberg SG) ist eine Schweizer Diplomatin. Sie ist seit 2023 Schweizer Botschafterin in Sri Lanka und den Malediven.

## Leben und Wirken
Siri Walt wurde in Norwegen geboren und wuchs im Schweizer Kanton St. Gallen auf. Sie absolvierte ein Studium in Klassischer Philologie und Geschichte an der Universität Bern, das sie 1997 mit einem Doktorat über den römischen Historiker C. Linicius Macer abschloss. Danach verbrachte sie ein Jahr als Visiting Student in Oxford. 
1997 trat Siri Walt in den diplomatischen Dienst des Eidgenössischen Departement für auswärtige Angelegenheiten (EDA) ein und verbrachte die Ausbildung (Stage) in Bern und Kairo. Von 1999 bis 2002 war sie als diplomatische Mitarbeiterin in der Sektion Organisation für Sicherheit und Zusammenarbeit in Europa (OSZE) in Bern tätig, die folgenden Jahre als stellvertretende Missionschefin auf der Botschaft in Seoul. Nach einem Einsatz in der Abteilung Asien/Ozeanien in Bern war Siri Walt als stellvertretende Missionschefin in Nairobi und danach in Tunis tätig. 2016 wurde sie Botschafterin in der Demokratischen Republik Kongo, der Republik Kongo und in Gabun, mit Sitz in Kinshasa. Zwischen 2019 und 2023 war sie Chefin der Abteilung Sub-Sahara und Frankophonie im EDA in Bern. Seit 2023 ist sie Botschafterin in der Demokratischen Sozialistischen Republik Sri Lanka und in der Republik Malediven, mit Sitz in Colombo.
Siri Walt ist verheiratet und hat einen Sohn.